# Helmstorf
Helmstorf er en by og kommune i det nordlige Tyskland, beliggende i Amt Lütjenburg i den nordøstlige del af Kreis Plön. Kreis Plön ligger i den østlige/centrale del af delstaten Slesvig-Holsten.

## Geografi
Helmstorf er beliggende lige syd for Lütjenburg. Bundesstraße 202 og Bundesstraße 430 går igennem området. Bækken Kossau løber i kommunen, og Kossaudalen er et Naturschutzgebiet.